# Angakok
Angakok (Angakkuq, Angatkuq eller Ilisitsok) er den åndelige udøver i inuitkulturerer, som nogenlunde svarer til en shaman.
Angakut. sætter sig i forbindelse med  usynlige væsner, kræfter og magter gennem deres hjælpeånder; de bliver
derved mellemmænd mellem menneskene og det oversanselige. Dannelsen til angakok begynder fra ungdommen og er lang; den foregår bl.a. hemmeligt ved faste og påkaldelse af ånden under ophold på ensomme steder, indtil omsider lærlingen taber bevidstheden og ånden viser sig for ham, hvorefter han senere ved visse midler kan hidkalde den og benytte den til sit samfunds bedste.
En angakok må skaffe sig flere hjælpeånder, der yder forskellige tjenester: én som rådgivende, en anden som hjælper i fare, og atter andre bruges til hævn og ødelæggelse for fjender. Formålet med åndspåkaldelserne er i reglen at skaffe fangst og godt vejr, at helbrede syge, eller at finde årsag til ulykker. Angakokken må begive sig på åndeflugt, sjælerejse på tværs af tid, rum og form, til andre verdener, månen, solen eller ned i havet for at undersøge og udrette eller hente det, som spørgsmålet drejer sig om.
Oprindeligt skete påkaldelse af ånderne i mørke i selve huset, hvor angakokken sad  foran indgangen, nøgen, med hænderne sammenbundne på
ryggen og med trommen ved sin side og knastørre skind hængende foran indgangen. Under trommens stærke lyd og skindenes raslen kommer ånden til stede, og hvis det er oplysninger eller råd, som man forlanger, hører man angakokken spørge, og en stemme ligesom udefra svare, men på et særligt sprog og ved syn og symboler, således at angakokken nærmere må forklare svaret.
Angakokker er i almindelighed de klogeste og mest forslagne hoveder, og de må have særlige anlæg, der ofte er nedarvet i familien,  for at kunne blive dygtig.  Europæerne tolkede angakoq udstyr som om det var for at gøre et så mystisk og dæmonisk indtryk på forsamlingen som mulig. I virkeligheden, i praksis, svarer angakoqs redskaber til nutidens kommunikationsfolks mobiler, penne og pc.
På grund af sin forbindelse med de usynlige verdener kan en dygtig, velanset angakok have en vis magt over og nyde dyb respekt fra sine bofæller.